# La chance sourit à madame Nikuko
Pour plus de détails, voir Fiche technique et Distribution.
La chance sourit à madame Nikuko (漁港の肉子ちゃん, Gyokō no Nikuko-chan) est un film d'animation japonais réalisé par Ayumu Watanabe et produit par Studio 4°C. Il est sorti en juin 2021 au Japon.
Le film est une adaptation du roman éponyme de Kanako Nishi (édité en France sous le titre Lady Nikuko).

## Synopsis
Madame Nikuko aime manger et parler. C'est une femme forte, à la gouaille joyeuse. Elle a bourlingué pendant longtemps avant de s'installer dans un petit port de pêche. Elle élève seule sa fille Kikurin, réservée et à la silhouette longiligne. L'adolescente ne se reconnaît pas en sa mère et n'a pas envie de la prendre pour modèle.

## Fiche technique
- Titre : La chance sourit à madame Nikuko
- Titre original : 漁港の肉子ちゃん (Gyokō no Nikuko-chan?) (littéralement « Nikuko du port de pêche »)
- Réalisation : Ayumu Watanabe
- Scénario : Satomi Ohshima, d'après le roman de Kanako Nishi
- Musique : Takatsugu Muramatsu
- Conception des personnages et direction de l'animation : Ken'ichi Konishi
- Direction des effets spéciaux numériques : Takanori Nakajima
- Direction artistique : Shinji Kimura
- Storyboard : Ishiguro Kyouhei
- Direction sonore : Hiroshi Kasamatsu
- Production : Yamada Mitsugu, Eiko Tanaka, Sanma Akashiya et Shû Kamigaso
- Société de production : Studio 4°C
- Société de distribution : Asmik Ace Entertainment
- Pays de production :  Japon
- Langue originale : japonais
- Format: couleur — 2,35:1
- Genre: animation
- Durée: 96 minutes
- Dates de sortie :
  - Japon: 11 juin 2021[2]
  - France : 18 juin 2021 (Festival international du film d'animation d'Annecy)[3] ; 8 juin 2022 (sortie nationale)

## Distribution

### Voix originales
- Shinobu Ōtake : Nikuko
- Cocomi : Kikurin
- Natsuki Hanae : Ninomiya
- Ikuji Nakamura : Sassan
- Izumi Ishii : Maria
- Atsushi Yamanishi : Zenji
- Yuichi Yasoda : Hoka
- Hiro Shimono : le lézard et le gecko
- Riho Yoshioka : Miu[4]
- Matsuko Deluxe : Darcia[4]

### Voix françaises
- Anne Mathot : Nikuko
- Justine Berger : Kikurin
- Tiphanie Devezin : Miu
- Julie Etropie : Maria
- Amandine Clin : Kanemoto
- Mathieu Dupire : Ninomiya
- Léa Poiré : Mori
- Lisa Rose Argento : Nagomi

- Version française
  - Studio de doublage : Soundtastic 
  - Direction artistique : Alexandre Gibert
  - Adaptation : Vanessa Leiritz[5]

## Production
Le film est produit par Studio 4°C et réalisé par Ayumu Watanabe, avec au scénario Satomi Ooshima et Kenichi Konishi pour la conception des personnages.
Le thème principal du film est Image no uta (イメージの詩), chanté par Kurumi Inagaki et composé par Yoshida Takuro (arrangé par Satoshi Takebe), et le thème final est Taketen (たけてん), chanté et composé par Greeeen.

## Commentaires
Ayumu Watanabe, à travers multiples références dans ce film, rend hommage à Hayao Miyazaki. En effet, La chance sourit à madame Nikuko est jonché de références de Princesse Mononoké, Mon voisin Totoro et Le Voyage de Chihiro.
Ce filme problématise la normativité sociale à travers la relation entre Kikurin et sa mère. Passant de la honte à la répugnance que les enfants peuvent éprouver envers leurs parents, Ayumu Watanabe fait ressortir ces émotions à travers les différentes représentations des corps.

## Accueil

### Accueil critique
Selon Kim Morrissy de Anime News Network, La chance sourit à madame Nikuko est un excellent film avec des talents évidents au niveau de la production tout comme sur la conception des personnages. Néanmoins, ce film, bien qu'il soit une œuvre de Watanabe et Studio 4°C qui atteint le paroxysme de l'animation, a des lacunes au niveau de la narration.

### Box-office
Le film, à sa sortie, a généré 91 635 $ US au niveau domestique, et 1 853 995 $ US au niveau mondial.
En France, La chance sourit à madame Nikuko génère 260 010 $ US.

### Distinctions
| Année | Évènement                            | Catégorie                                               | Récipiendaire                    | Résultat |
| ----- | ------------------------------------ | ------------------------------------------------------- | -------------------------------- | -------- |
| 2021  | Fantasia International Film Festival | Axis: The Satoshi Kon Award for Excellence in Animation | La chance sourit à madame Nikuko | Gagné    |
| 2021  | Scotland Loves Animation             | Jury Award                                              | La chance sourit à madame Nikuko | Gagné    |
| 2021  | Hochi Film Festival                  | Best Animated Picture                                   | La chance sourit à madame Nikuko | Gagné    |
| 2022  | Japan Academy Film Prize             | Animation of the Year                                   | La chance sourit à madame Nikuko | Nommé    |
| 2022  | Annie Awards                         | Best Animated Feature - Independent                     | La chance sourit à madame Nikuko | Nommé    |
| 2022  | Japan Media Arts Festival            | Excellence Award                                        | La chance sourit à madame Nikuko | Gagné    |